# ویلیام دی کری
ویلیام دی کری (انگلیسی: William D. Carey; ۲۹ ژانویهٔ ۱۹۱۶ – ۲۴ ژوئن ۱۹۹۸) ناشر و دانش آموخته دانشگاه هاروارد اهل آمریکا و از برندگان جایزه آکادمی ملی علوم بود.